# Pokrajinski muzej Gansua
Pokrajinski muzej Gansua (kin. 甘肃省博物馆, pinyin: Gānsù Shěng Bówùguăn, skr. Ganbo) je muzej kineske pokrajine Gansu koji se nalazi u gradu Lanzhou. Muzej posjeduje veliki zbirku artefakata, koja je podijeljena u dva dijela, povijesni muzej i prirodoslovni muzej.
Pokrajinski muzej Gansua je jedan od najposjećenijih muzeja u Kini, te je 2018. god. zabilježio 3.500.000 posjetitelja, prema čemu je bio 7. u Kini.

## Povijest
Muzej je 1939. godine bio posvećen samo povijesti Gansua, ali je 1945. god. promijenjen u Nacionalni muzej znanosti u Gansuu. God. 1956., nakon tri godine obnove, ponovno je ustrojen i kao prirodoslovni muzej, pod imenom Pokrajinski muzej Gansua. Od svog osnutka muzej je održao gotovo 300 izložbi, a predmeti iz njegovih zbirki izloženi su širom svijeta.
Nova izložbena zgrada Pokrajinskog muzeja Gansua dovršena je 2012. godine i ima površinu od 28.000 m², uključujući površinu skladišta od 7.600 m² i izložbenu dvoranu od oko 9.000 m². Moderna zgrada ima mnoštvo sadržaja i niz slikovnih usluga kao što su veliki ekrani osjetljivi na dodir koji mogu pružiti veliki broj grafičkih i tekstualnih informacija. 

## Kolekcija
Ganbo ima 18 izložbenih dvorana, 5 stalnih tematskih izložbi i više od 350.000 komada dragocjenih povijesnih relikvija i prirodnih primjeraka, uključujući 16 kineskih kulturnih relikvija na razini nacionalnog blaga i 721 relikviju kulturne baštine, 2637 komada kulturnih relikvija druge razine i 48.241 komada kulturnih relikvija treće razine. Najslavniji izložak u muzeju je „Leteći konj iz Gansua”, brončana skulptura iz dinastije Istočni Han iz oko 2. stoljeća. Pored toga, muzej ima stalne tematske izložbe:
- Budistička umjetnost
- Fosili i paleontologija
- Oslikana keramika Gansua
- Civilizacija Puta svile[6]
- „Crveni Gansu” (Komunistička partija tijekom Kineskog građanskog rata)

- Kostur Gongpoquansaura, otkriven 1992. god.
- Fosil Hyphalosaura
- Amfora s ljudskom glavom, kultura Yangshao (5.000-3.000 pr. Kr.)
- Amfora s naslikanim salamanderom, kultura Shilingxia (4000.-3000. pr. Kr.)
- Oslikani vrč kulture Majiayao (3300.-2000. pr. Kr.)
- Dvostruki vrč kulture Qijia (2100.-1700. pr. Kr.)
- Brončana glava buzdovana, kultura Siba, oko 1900.-1400. pr. Kr.
- Brončana posuda, Zapadni Zhou (1066.-771. pr. Kr.)
- Brončani kip tigra u lovu, Razdoblje proljeća i jeseni
- Brončani kipići jelena, Razdoblje zaraćenih država (475.-221. pr. Kr.)
- Željezni uteg, dinastija Qin
- Brončana počasna straža, Istočni Han
- Yaozhou keramika, dinastija Sung
- Stražnja strana brončanog zrcala, Dinastija Tang (618.-906.)
- Trijada Buda, dinastija Tang
- Vrč s glavom feniksa, dinastija Tang
- Kameni relikvijar, Razdoblje pet dinastija (907.-960.)
- Porculanska urna iz razdoblja dinastije Zapadni Xia (1032.-1227.)
- Carski pečat, dinastija Ming
- Kineske sovjetske novčanice u muzeju

## Vanjske poveznice
|  | Zajednički poslužitelj ima još gradiva o temi Pokrajinski muzej Gansua |

- Službene stranice muzeja (kin.)(engl.)
- Travel China Guide (engl.)

36°4′1″N 103°46′19″E / 36.06694°N 103.77194°E